# Les Hors-la-loi (film, 1935)
Cet article concerne le film de William Keighley. Pour le film de Níkos Koúndouros, voir Les Hors-la-loi.
Pour les articles homonymes, voir Les Hors-la-loi.

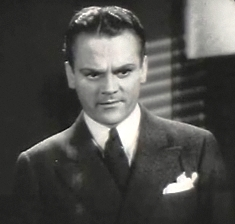
James Cagney

Les Hors-la-loi (’G’ Men) est un film américain réalisé par William Keighley, sorti le 4 mai 1935.

## Synopsis
Un an après avoir obtenu son diplôme, l'avocat new-yorkais James Brick Davis n'a pas de clients car il refuse de transiger avec ses idéaux et son intégrité. Son ami Eddie Buchanan tente alors de le recruter comme agent fédéral mais Davis n'est pas sûr. Cependant, lorsque Buchanan est tué en essayant d'arrêter un gangster, Davis change d'avis et est déterminé à traduire le tueur en justice. Il fait ses adieux à son mentor, Mac MacKay, un chef de la mafia qui a financé ses études pour que Davis reste du bon côté de la loi. Il fait aussi ses adieux à Jean Morgan, la vedette de la boîte de nuit de MacKay qui a des sentiments pour Davis.
Davis se rend à Washington pour commencer sa formation. Une aversion mutuelle se forme immédiatement entre lui et son instructeur, Jeff McCord, qui finit par s'estomper avec le temps mais pas avant que McCord ne se moque ouvertement des tentatives d'entraînement de Davis. Peu à peu, Davis est attiré par Kay, la sœur de McCord, ce qui renforce sa détermination à rester passif malgré les efforts de McCord pour le perturber. Pendant ce temps, MacKay se retire du milieu du crime et achète un pavillon de vacances dans les bois du Wisconsin. Ses hommes, désormais sans chef, se lancent dans une série de crimes. Face à ces vagues de crimes, Les agents fédéraux sont paralysés par les lois existantes, car ils doivent obtenir des mandats locaux pour intervenir sur une autre juridiction et ne sont même pas autorisés à porter des armes. Le chef du bureau plaide en faveur de nouvelles lois pour donner du pouvoir à ses hommes assiégés et elles sont promulguées à grande vitesse. Davis finit par identifier l'un des criminels, Danny Leggett, mais n'ayant pas terminé sa formation, il doit laisser l'agent Hugh Farrell traquer et capturer le gangster. Ce dernier avec quelques-uns de ses hommes abattent les policiers et s'enfuient.
McCord est chargé de la chasse à l'homme et a le choix entre cinq agents. Il choisit Davis, une décision qui portera ses fruits lorsque Jean sera interrogée et que Davis apprendra qu'elle est mariée à Collins, l'un des escrocs. Elle laisse échapper par inadvertance la cachette du gang, qui se trouve dans le pavillon de MacKay mais sans que ce dernier n’ait donné son accord. Au cours d'une fusillade qui s'ensuit au manoir, Davis tue MacKay, qui était utilisé comme bouclier humain. Avant de mourir, MacKay pardonne à son ami désemparé. Davis tente alors de démissionner du service mais McCord l'en dissuade en lui rappelant que la mort de McKay n'était pas de sa faute et lui demande de rester.
Seul Collins s'en sort. McCord et Davis se rendent à l'appartement de Jean pour la prévenir. Jean n'est pas là, mais Collins l'est, et leur tire dessus. Davis pousse McCord hors du chemin et prend une balle qui lui est destinée. Collins s'enfuit. Davis se retrouve à l'hôpital (où Kay est infirmière) pour sa blessure à l'épaule. Collins kidnappe Kay pour l'utiliser comme otage. Jean découvre où il se cache et téléphone à Davis, avant d'être abattue par son mari. Davis sort de son lit d'hôpital, a quelques mots pour Jean, qui est en train de mourir, se faufile dans le garage et sauve Kay. Collins est abattu par McCord alors qu'il tente de s'enfuir en voiture. Kay raccompagne Davis, toujours bandé, à l'hôpital, promettant de s'occuper personnellement de son cas.

## Fiche technique
- Titre : Les Hors la loi
- Titre original : 'G' Men
- Réalisation : William Keighley
- Scénario : Seton I. Miller, d'après le roman Public Enemy No. 1 de Darryl F. Zanuck
- Production : Hal B. Wallis et Jack L. Warner
- Société de production : Warner Bros. Pictures
- Direction musicale : Leo F. Forbstein
- Photographie : Sol Polito
- Direction artistique : John Hughes
- Costumes : Orry-Kelly
- Montage : Jack Killifer
- Pays d'origine : États-Unis
- Format : Noir et blanc - Mono
- Genre : Film de gangsters
- Durée : 85 minutes
- Date de sortie : 4 mai 1981 (États-Unis)
- Affiche : Joseph Koutachy (France)

## Distribution
- James Cagney : 'Brick' Davis
- Margaret Lindsay : Kay McCord
- Ann Dvorak : Jean Morgan
- Robert Armstrong : Jeff McCord
- Barton MacLane : Collins
- Lloyd Nolan : Hugh Farrell
- William Harrigan : Mac' McKay
- Russell Hopton : Gerard
- Edward Pawley : Danny Leggett
- Noel Madison : Durfee
- Monte Blue : Un technicien des empreintes digitales
- Regis Toomey : Edward 'Eddie' Buchanan

Acteurs non crédités
- Pat Flaherty : Un policier (avec Farrell)
- Douglas Kennedy : Un agent
- Adrian Morris : Un complice
- Frank Shannon : Le chef de la police
- Mary Treen : La secrétaire de Gregory